# Wang Fu (philosophe)
Pour les articles homonymes, voir Wang (patronyme).
Pour le peintre de la fin du XIVe siècle, voir Wang Fu.
Dans ce nom chinois, le nom de famille, Wang (王), précède le nom personnel.
Wang Fu (chinois : 王符), vers 78-163, est un philosophe chinois natif du Xian de Zhenyuan (Gansu). Il est surtout connu pour le Qian fu lun (潛夫論, Les Commentaires d'un reclus), un texte métaphysique et politique qui critique l'état de la société de l'époque et prône fortement le modèle confucianiste de gouvernement.

## Traduction
- Propos d'un ermite, trad. Ivan P. Kamenarovic, Le Cerf, 1992.